# Dębiec, West Pomeranian Voivodeship
Dbiec [ˈdɛmbjɛt͡s] (tiếng Đức: Eichhorst) là một ngôi làng thuộc khu hành chính của Gmina Lipiany, thuộc quận Pyrzyce, West Pomeranian Voivodeship, ở phía tây bắc Ba Lan. Nó nằm khoảng 4 kilômét (2 mi)   phía tây bắc Lipiany, 14 km (9 mi) phía nam Pyrzyce và 50 km (31 mi) về phía đông nam của thủ đô khu vực Szczecin.
Trước năm 1945 khu vực này thuộc về Đức như một phần của Landkreis Soldin trong Phổ tỉnh Brandenburg. Đối với lịch sử của khu vực, xem Neumark.